# Logiciel antipub
Ne pas confondre avec les logiciels antispam

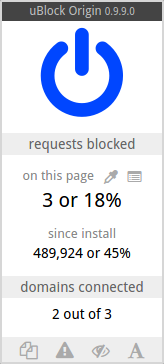
Interface d'uBlock Origin, extension de blocage de pub open source.

Un logiciel antipub, raccourci pour antipublicitaire, est un logiciel qui permet de supprimer les publicités en ligne lors de l'affichage de pages webs dans un navigateur web.
Depuis la fin des années 2010 les principaux navigateurs web proposent un blocage sélectif des pop-up publicitaires.

## Conséquences

### Avantages
Pour les utilisateurs, le blocage de la publicité permet d'éviter la distraction, voire la surcharge cognitive due à des contenus indésirables dans les pages Web consultées. Il permet également un affichage plus rapide et plus clair des pages web ainsi débarrassées des publicités, une moindre consommation de ressources (processeur, mémoire vive et bande passante) ainsi qu'une certaine protection de la vie privée par désactivation des systèmes de suivi, de trace numérique, et d'analyse mise en œuvre par les régies publicitaires.
Les utilisateurs de forfaits de téléphonie mobile data (données) (utilisant les normes GPRS, 3G, 4G), ainsi que les utilisateurs de l'internet fixe dans certains pays, qui paient au volume de données échangées ou ont une limitation de ce dernier, ont un intérêt financier au blocage de la publicité en ligne, notamment en bloquant les fichiers audio et vidéo, gros consommateurs de bande passante.
La publicité en ligne causerait l'émission de 60 mégatonnes de CO2 par an de par son impact direct et potentiellement beaucoup plus en favorisant l'achat compulsif et la société de consommation.

### Controverses
Pour certains fournisseurs de contenus web, les bloqueurs de publicité les privent de tout ou partie de leurs revenus, obligeant ceux-ci à trouver de nouveaux modèles économiques, à dégrader la qualité de leur service, voire à fermer.
Le 2 avril 2021, la CNIL a publié de nouvelles règles concernant l'utilisation des cookies publicitaires et autres traceurs, conduisant les sites web libre d'accès à revoir leur modèle économique ; ainsi, des sites web francophones connus, se sont mis à proposer des abonnements de quelques euros en cas de refus des cookies.
Les détracteurs de la publicité en ligne font valoir que la publicité sur le Web est utilisée pour pister l'internaute de site en site au moyen des cookies de sites tiers, ceci en raison de la nature même du modèle économique de la publicité sur internet, dont les rétributions se font en échange des données personnelles des utilisateurs. Ces derniers avancent en outre que l'usage de la publicité pose de sérieux problèmes éthiques en incitant notamment les contenus qui y font appel à l'autocensure et au racolage et poussant les usagers à la surconsommation.
Apparu en 2016, Brave (navigateur web) propose aux utilisateurs et annonceurs publicitaires un nouvel équilibre de financement des sites web.
Depuis les années 2020 des outils informatiques sont mis en service par certains sites web afin de détecter et empêcher la navigation si un logiciel antipub est utilisé.

## Moyens informatiques

### Extensions spécifiques aux navigateurs Web

#### Pour la familleMozilla
- Adblock Plus : extension bloqueuse de pub pour les navigateurs Mozilla/Firefox. Depuis juin 2013, Adblock Plus ne filtre plus, par défaut et par le biais d'une liste blanche désactivable certaines publicités jugées acceptables par la communauté. Google aurait conclu un accord financier entre les deux groupes afin de figurer en partie sur cette liste[7].
- uBlock Origin, extension open source bloqueuse de pub pour les navigateurs Firefox, Chrome et Opera
- Adblock Edge : fork d'Adblock Plus depuis sa version 2.1.2, mais sans « liste blanche ». Le développement a été arrêté au profit de Ublock Origin[8].
- Adblocker Ultimate
- Element Hiding Helper, une extension qui complète Adblock pour filtrer les formats de publicités, comme les AdWords de Google, les pubs Yahoo, etc.
- Customize Google : extension Firefox permettant (entre autres) de supprimer les publicités dans Google, d'anonymiser le cookie Google et de ne plus être surveillé par Google Analytics.

#### Navigateur webSafari
- uBlockSafariblock
- Adblock

#### Navigateur webOpera
- uBlock Origin
- Depuis Opera version 6 : la fonction « Bloquer le contenu » (« Content blocking ») permet à l'utilisateur, durant la navigation web, de bloquer sur une source de publicité en ligne en cliquant dessus (bouton droit).
- Depuis la version 10 , diverses extensions permettent de bloquer automatiquement des sources de publicités.
- Depuis la version 37, un nouveau bloqueur de publicité est intégré nativement au navigateur, en plus des nombreuses extensions existantes[9].

#### Navigateur webInternet Explorer
- IE7pro est un module complémentaire d'Internet Explorer intégrant un filtre de publicités.

#### Navigateur webGoogle Chrome
Les navigateurs basés sur Chromium (comme Irridium) peuvent utiliser les extensions Chrome.
- Adblock Plus pour Chrome, conçue par le même auteur qu'Adblock Plus pour Firefox
- AdBlock (qui représente une extension différente d'Adblock Plus)
- uBlock Origin
- L'extension AdThwart bloque les publicités à la manière d'AdBlock Plus

#### Navigateur webVivaldi
Depuis sa version 3, Vivaldi intègre nativement un bloqueur de publicité. Ce dernier est également intégré dans la version Android.

### Pour toute application Internet
À destination d'un informaticien ou d'un utilisateur expert, il existe des moyens logiciels de filtrage de plus grande ampleur entre l'ordinateur et l'internet (fichier hosts, serveurs proxy ou DNS...).

#### Filtrage via le fichierhosts
Une première méthode consiste à interdire au système d'exploitation d'accéder aux sites web spécialisés dans la fourniture de publicités, en inscrivant leur adresse web (ex : 3738.mass-ad.spamiscool.com) dans le fichier hosts de l'ordinateur. Des fichiers contenant des listes de ces sites sont maintenues à jour sur le net.
Cette méthode trouve vite ses limites. En effet, la taille de ce fichier hosts devient gigantesque (il y a de nombreux sous-serveurs dans les régies de pubs et de nouveaux serveurs sont mis en service chaque jour), et d'autre part, les sites web classiques ont parfois des publicités hébergées sur leurs propres serveurs. Les autres méthodes consistent à filtrer un peu plus intelligemment, en utilisant notamment des filtres à expressions rationnelles.

#### Logicielsproxy
- Proxomitron (en)† (pour Windows) pouvait filtrer les pubs (développement arrêté en 2003).
- Proximodo† (pour Windows) : successeur de Proxomitron. Arrêté en 2005.
- Squid le permet aussi (pour experts) mais il faut souvent créer ses propres listes.
- Privoxy (pour divers OS, dont Ubuntu)[11].

## Popularité

Nombre mensuel d'utilisateurs de bloqueurs de publicités estimé par PageFair.

L'utilisation de logiciels antipub progresse de 41 % dans le monde entre le deuxième trimestre de 2014 et le deuxième trimestre de 2015. Selon une étude de 2016, 72 millions d'Américains, 12,8 millions de Britanniques et 13,2 millions de Français utilisaient ce type de logiciel. En mars 2016, 22 % des personnes majeures utilisaient un bloqueur de publicités au Royaume-Uni,. Les pays d'Asie concentrent 94 % des bloqueurs de publicité sur mobile, quand l'Europe et l'Amérique comportent la plus grande part d'utilisation sur PC.